# Giải Sao Thổ cho nữ diễn viên chính xuất sắc nhất
Giải Sao Thổ cho nữ diễn viên chính xuất sắc nhất (tiếng Anh: Saturn Award for Best Actress) là một hạng mục của giải Sao Thổ do Viện Hàn lâm phim khoa học viễn tưởng, kỳ ảo và kinh dị trao tặng hàng năm để vinh danh nữ diễn viên đóng vai chính xuất sắc nhất năm trong các thể loại khoa học viễn tưởng, kinh dị và kỳ ảo trong điện ảnh, truyền hình và giải trí tại gia. Kể từ khi thành lập vào năm 1974, kỷ lục nhiều đề cử nhất thuộc về Jodie Foster, Natalie Portman, Naomi Watts và Sigourney Weaver, với 5 lần cho mỗi người. Foster, Portman, Watts và Sandra Bullock là những diễn viên duy nhất hai lần giành giải. Portman còn là diễn viên duy nhất giành giải Sao Thổ lẫn giải Oscar cho nữ diễn viên chính xuất sắc nhất cho cùng một phim, trong khi Weaver là người giữ kỷ lục nhiều đề cử nhất cho cùng một vai diễn (Ellen Ripley) với 4 lần.

## Danh sách cụ thể

### Thập niên 2010
| Năm       | Diễn viên               | Nhân vật                       | Tựa phim                           | Chú thích |
| --------- | ----------------------- | ------------------------------ | ---------------------------------- | --------- |
| 2016 (43) | Mary Elizabeth Winstead | Michelle                       | Căn hầm                            | [ 1 ]     |
| 2016 (43) | Amy Adams               | Dr. Louise Banks               | Cuộc đổ bộ bí ẩn                   | [ 1 ]     |
| 2016 (43) | Emily Blunt             | Rachel Watson                  | Cô gái trên tàu                    | [ 1 ]     |
| 2016 (43) | Taraji P. Henson        | Katherine Goble Johnson        | Hidden Figures                     | [ 1 ]     |
| 2016 (43) | Felicity Jones          | Jyn Erso                       | Rogue One: Star Wars ngoại truyện  | [ 1 ]     |
| 2016 (43) | Jennifer Lawrence       | Aurora Lane                    | Người du hành                      | [ 1 ]     |
| 2016 (43) | Narges Rashidi          | Shideh                         | Bóng ma trong gió                  | [ 1 ]     |
| 2017 (44) | Gal Gadot               | Công chúa Diana / Wonder Woman | Wonder Woman: Nữ thần chiến binh   | [ 2 ]     |
| 2017 (44) | Sally Hawkins ‡         | Elisa Esposito                 | Người đẹp và thủy quái             | [ 2 ]     |
| 2017 (44) | Frances McDormand †     | Mildred Hayes                  | Three Billboards: Truy tìm công lý | [ 2 ]     |
| 2017 (44) | Lupita Nyong'o          | Nakia                          | Black Panther: Chiến binh Báo Đen  | [ 2 ]     |
| 2017 (44) | Rosamund Pike           | Rosalie Quaid                  | Hostiles                           | [ 2 ]     |
| 2017 (44) | Daisy Ridley            | Rey                            | Star Wars: Jedi cuối cùng          | [ 2 ]     |
| 2017 (44) | Emma Watson             | Belle                          | Người đẹp và quái vật              | [ 2 ]     |

## Thống kê

### Nhiều đề cử
| 2 đề cử - Amy Adams - Karen Allen - Nancy Allen - Kathy Bates - Kate Beckinsale - Sandra Bullock - Ellen Burstyn - Neve Campbell - Helena Bonham Carter - Geena Davis - Melinda Dillon - Kirsten Dunst - Carrie Fisher - Linda Hamilton - Anjelica Huston - Catherine Keener - Jennifer Lopez - Frances McDormand - Penelope Ann Miller - Rosamund Pike - Daisy Ridley - Winona Ryder - Sharon Stone - Meryl Streep - Charlize Theron - Uma Thurman - Mia Wasikowska | 3 đề cử - Cate Blanchett - Emily Blunt - Jessica Chastain - Margot Kidder - Julianne Moore - Michelle Pfeiffer - Ally Sheedy - Jessica Tandy 4 đề cử - Jamie Lee Curtis - Angelina Jolie - Nicole Kidman - Jennifer Lawrence 5 đề cử - Jodie Foster - Natalie Portman - Naomi Watts - Sigourney Weaver |

### Nhiều chiến thắng
2 giải
- Sandra Bullock
- Jodie Foster
- Natalie Portman
- Naomi Watts